# Börzsöny
I Börzsöny sono una catena montuosa che si trova nel nord dell'Ungheria.
Essi sono la propaggine più occidentale dei Rilievi precarpatici settentrionali.
La cima più alta è il monte Csóványos con 938 metri.

## Classificazione
I Börzsöny hanno la seguente classificazione:
- catena montuosa = Carpazi
- provincia geologica = Carpazi Occidentali
- sottoprovincia = Carpazi Occidentali Interni
- area = Rilievi precarpatici settentrionali
- gruppo = Börzsöny.

## Geografia
I Börzsöny sono delimitati ad est e a nord dal fiume Ipoly e dalla Pianura di Krupina (Slovacchia), a sud dal Danubio che forma la sua ansa verso sud proprio in questo punto, e ad ovest dai monti Cserhát.
Il territorio dei Börzsöny's occupa circa 600 km² di cui la maggior parte nella provincia di Pest.
I Börzsöny, analogamente ai monti Cserhát e Mátra, sono di origine vulcanica.
Nella zona sud dei monti le cime principali sono: Csóványos (938 m), Magosfa (916 m), Nagy-Hideghegy (865 m) e Nagy-Inóc (813 m).
Nella zona nord si trovano le cime di Várbérc (755 m) e Kámor (660 m).
Il territorio dei Börzsöny fa parte del Parco Nazionale del Danubio-Ipoly.
I monti Börzsöny si trovano lungo il percorso nel territorio ungherese del Sentiero Europeo di lunga distanza E4.

## Voci correlate

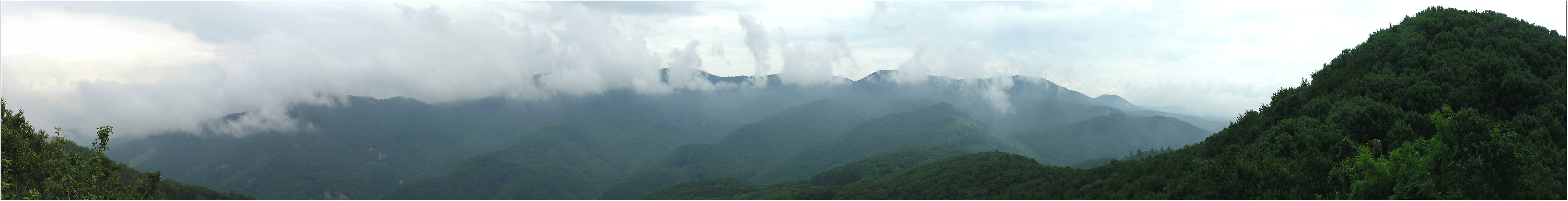
Panorama dei monti Börzsöny